# Home de Yuanmou
L'home de Yuanmou (Homo erectus yuanmouensis) és una subespècie d'Homo erectus del qual s'han trobat restes (dues dents incisives) prop del poble de Danawu, al comtat de Yuanmou, a la província xinesa sud-occidental de Yunnan. Més tard s'hi trobaren artefactes, restes d'ossos d'animals, indicis de treball i cendres de focs de campament.

## Descobriment i datació
L'home de Yuanmou fou descobert l'1 de maig del 1965 pel geòleg Fang Qian. Basant-se en la datació paleomagnètica de la roca on es trobaren les restes de dues dents incisives, calcularen que els fòssils eren de feia 1.700.000 anys, cosa que en feia uns dels fòssils d'homínids més antics de la Xina i Àsia oriental. Tanmateix, Liu i Ding observaren que la seqüència faunística del jaciment era poc habitual, amb més espècies als nivells alts que als profunds. Suggeriren que els fòssils daten de fa entre 600.000 i 500.000 anys. Aquesta datació més jove encaixa millor amb els coneixements actuals sobre la distribució i evolució dels homínids a Àsia.